# بحران آب در ایران

نابودی دریاچه ارومیه در شمال غرب ایران بر اثر فعالیت‌های مردم‌زاد

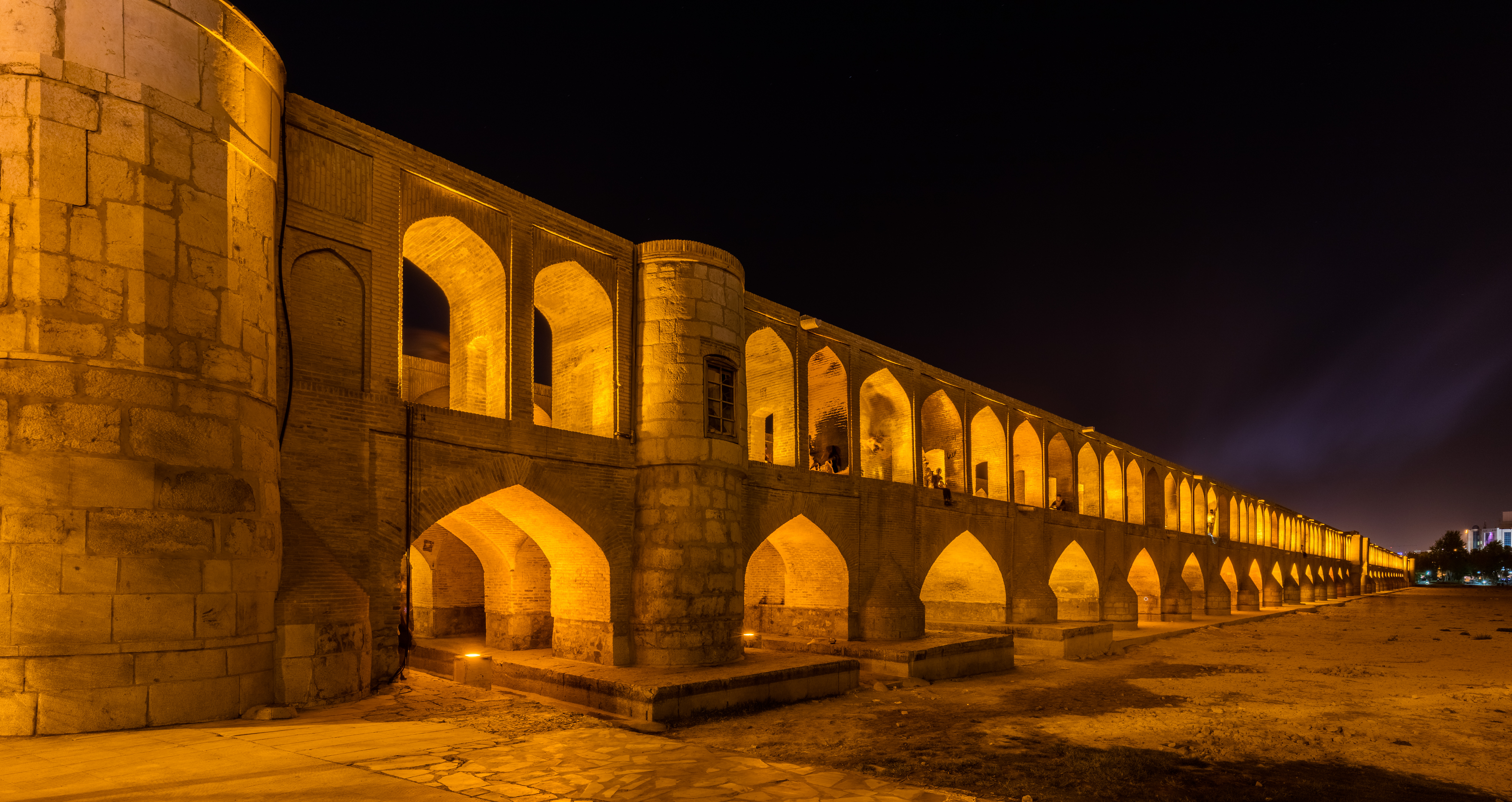
نمایی در شب از سی‌وسه‌پل در بستر بی‌آب زاینده‌رود؛ نشانه‌ای آشکار از یک حوضه آبخیز به شدّت تحت فشار. در پی بحران کم‌آبی در ایران و با بحران کاهش ریزش برف و باران در سال‌های اخیر و تغییر و تحولاتی که در مسیر رودخانه زاینده‌رود ایجاد شده، آب این رودخانه قبل از رسیدن به اصفهان قطع می‌شود.

بحران آب در ایران سلسله چالش‌ها و مشکلات ناشی از کمبود آب و استفادهٔ نادرست از منابع آب در کشور ایران است. بحران آب در ایران به مشکلات ناشی از کمبود آب در این کشور اشاره دارد. کمبود آب می‌تواند نتیجهٔ دو مکانیسم متفاوت باشد: کمبود آب فیزیکی (مطلق) و کمبود آب اقتصادی. منظور از کمبود آب فیزیکی عدم وجود منابع کافی آب طبیعی برای تأمین تقاضای یک منطقه است و کمبود آب اقتصادی نتیجهٔ مدیریت ضعیف منابع آب کافی موجود است. نگرانی‌های اصلی ایران در مورد بحران آب شامل: تغییرپذیری اقلیمی زیاد، توزیع نامناسب آب و اولویت‌بندی توسعه اقتصادی است. با این حال، کاوه مدنی معتقد است که ایرانیان از مرحلهٔ بحران گذشته‌اند و این وضعیت، یک ورشکستگی آبی است؛ چرا که تقاضا و مصرف به مراتب بیشتر از آب موجود است.
ایران در حال تجربهٔ مشکلات جدی آب است. خشکسالی‌های مکرر همراه با برداشت بیش از حد آب‌های سطحی و زیرزمینی از طریق شبکه بزرگی از زیرساخت‌های هیدرولیک و چاه‌های عمیق، وضعیت آب کشور را به سطح بحرانی رسانده است. از نشانه‌های این وضعیت خشک شدن دریاچه‌ها، رودخانه‌ها و تالاب‌ها، کاهش سطح آب‌های زیرزمینی، فرونشست زمین، تخریب کیفیت آب، فرسایش خاک، بیابان‌زایی و طوفان گرد و غبار بیشتر است. تهران، پایتخت و بزرگ‌ترین شهر، به زودی می‌تواند مرکز این بحران باشد. بر اساس مقاله‌ای که در مردادماه ۱۴۰۴ در سی‌ان‌ان منتشر شد، تهران به دلیل بحران شدید آبی که با آن روبه‌رو است، ظرف چند هفته کاملاً خشک خواهد شد.
با خشک‌تر شدن زمین، کمبود آب معیشت مردم در سراسر ایران را تهدید می‌کند. در اوت ۲۰۱۹ برابر با مردادماه ۱۳۹۸ طبق جدیدترین برآورد «مؤسسه منابع جهان» در «اطلس خطرات آبی»، ایران در رده چهارم بعد از قطر، اسرائیل و لبنان در نزدیک شدن به «روز آخر» یعنی روزی که منابع آبی در آن ممکن است به پایان برسد، قرار دارد. به عنوان نسبتی اندازه‌گیری شده از «برداشت از منابع آبی» و «موجودی آب در دسترس»، سه حوضه از هفت حوضهٔ تحت‌تنش جهان در ایران قرار دارند (قم، هریرود، هیرمند). بر اساس گزارش World Population Review که در ۱۴۰۴ منتشر شده، ایران در جایگاه ۶۰ از میان کشورهای جهان در شاخص کیفیت آب قرار دارد. ایران در این گزارش با امتیاز ۶۷٫۵ طبقه‌بندی شده که نشان‌دهنده بحران شدید آب است. بر اساس این گزارش، استان‌های یزد، اصفهان، مرکزی، خراسان جنوبی و همدان با شدیدترین بحران آب در ایران مواجه هستند.
در مردادماه ۱۴۰۴، تصاویر ماهواره‌ای گرفته شده از سدهای استان تهران که مبتنی بر تصاویر ماهواره‌ای برنامه سنتینل اتحادیه اروپا از سال ۱۳۹۶ تا تابستان ۱۴۰۴ بود، نشان می‌دادند که سطح آب پشت سدهای امیرکبیر (کرج)، لار و لتیان به پایین‌ترین حد خود در تاریخ معاصر ایران رسیده است. این تصاویر برای نخستین بار به‌روشنی نشان می‌دادند که در هیچ دوره‌ای میزان افت ذخایر آب این سدها به اندازهٔ تابستان ۱۴۰۴ شدید نبوده است. بر این اساس، سد امیرکبیر که با ظرفیت ذخیره‌سازی بیش از ۲۰۰ میلیون متر مکعب، یکی از منابع مهم آب شرب تهران و کشاورزی استان البرز به‌شمار می‌رود، تنها نزدیک به شش درصد از حجم مفید خود آب دارد. همچنین ذخایر سد لار که با ظرفیت حدود ۹۶۰ میلیون متر مکعب، به‌تنهایی آب شرب بخش‌هایی از شرق و شمال تهران را تأمین می‌کند، به زیر ۱۰ درصد رسیده است. سد لتیان نیز که یکی از کلیدی‌ترین منابع تأمین آب شرق تهران است، حالا با فقط حدود ۱۰ درصد از ظرفیت ۹۵ میلیون متر مکعبی‌اش فعال است. به همین دلیل، دولت ایران اعلام کرد که بسیاری از سدها، به‌ویژه آن‌هایی که آب آشامیدنی پایتخت تهران را تأمین می‌کنند، در حال خشک شدن هستند. مقام‌های دولتی ایران هشدار دادند که منابع آب تهران ممکن است تنها تا چند هفته دیگر دوام بیاورند و از مردم خواستند که مصرف آب خود را تا حد ممکن کاهش دهند.
بحران آب و برق باعث شده مردم سبزوار برای دومین روز پیاپی در سه‌شنبه ۳۱ تیرماه ۱۴۰۴ به خیابان‌ها بریزند. ایران درگیر یکی از شدیدترین کمبودهای منابع آبی به‌ویژه در استان‌های خشک جنوب کشور در سال‌های اخیر است. عوامل این بحران، ترکیبی از مدیریت نادرست، برداشت بی‌رویه از منابع زیرزمینی و تشدید تأثیرات تغییرات اقلیمی عنوان شده‌اند. چهارشنبه اوّل مردادماه ۱۴۰۴ تهران تعطیل شد. در همین روز و روز بعد از آن قطعی آب لوله‌کشی تهران بیش از ۴۰ ساعت طول کشیده است.

## تاریخچه
ایران کشوری با اقلیم عمدتاً گرم و خشک است. رشد سریع جمعیت مهم‌ترین عامل کاهش سرانه آب تجدیدشونده کشور در قرن گذشته بوده است. جمعیت ایران در طی هشت دهه، از حدود ۸ میلیون نفر در سال ۱۳۰۶–۱۳۰۰ به ۸۱ میلیون نفر تا پایان سال ۱۳۹۶ رسیده است. بر این اساس میزان سرانهٔ آب تجدیدپذیر سالانهٔ کشور از میزان حدود ۱۳٬۰۰۰ متر مکعب در سال ۱۳۰۰ به حدود ۱٬۴۰۰ متر مکعب در سال ۱۳۹۲ تقلیل یافته و در صورت ادامه این روند، وضعیت در آینده به مراتب بدتر خواهد شد.
منابع آب تجدیدپذیر کل ایران به ۱۳۵ میلیارد متر مکعب بالغ می‌گردد. مطالعات و بررسی‌ها نشان می‌دهد که در سال ۱۳۸۶ از کل منابع آب تجدیدشونده کشور حدود ۸۹٫۵ میلیارد متر مکعب جهت مصارف بخش‌های کشاورزی، صنعت و معدن و خانگی برداشت می‌شده است که حدود ۸۳ میلیارد متر مکعب آن (۹۳ درصد) به بخش کشاورزی، ۵٫۵ میلیارد متر مکعب (۶ درصد) به بخش خانگی و مابقی به بخش صنعت و نیازهای متفرقه دیگر اختصاص داشته است.
در تیرماه ۱۴۰۰، بر پایهٔ آمار وزارت نیروی ایران اعلام شد که نیمی از جمعیت روستایی ایران دسترسی به آب سالم ندارند.
اگرچه بسیاری از کارشناسان از مدت‌ها پیش مسئله آب و هوا را از مهم‌ترین بحران‌های بزرگ آینده ایران می‌دانستند، اما از نظر برخی مسئولان ارشد، از جمله سید علی خامنه‌ای، این‌ها مسائل اصلی نیستند. او در یک سخنرانی در خرداد ۱۳۹۰، می‌گوید که این بحران جزو مسایل اصلی بشریت نیست: «امروز مسئله بحران آب و هوا، بحران آب، بحران انرژی، بحران گرم شدن زمین به عنوان مسایل اصلی بشریت مطرح می‌شود اما هیچ‌کدام از این‌ها مسایل اصلی بشریت نیست. بیشترِ آن چیزهایی که مشکلات اصلی بشریت است، برمی‌گردد به مسایلی که ارتباط پیدا می‌کند با معنویت انسان، با اخلاق انسان، با رفتار اجتماعی انسان‌ها با یک‌دیگر؛ که یکی از آن‌ها، مسئله زن و مرد، جایگاه زن، مسئله زن و شأن زن در جامعه است که این حقیقتاً یک بحران است.»

## سبب‌شناسی
بحران آب در ایران تحت تأثیر سه عاملِ عمده است:
- رشد سریع و الگوی نامناسب استقرار جمعیت

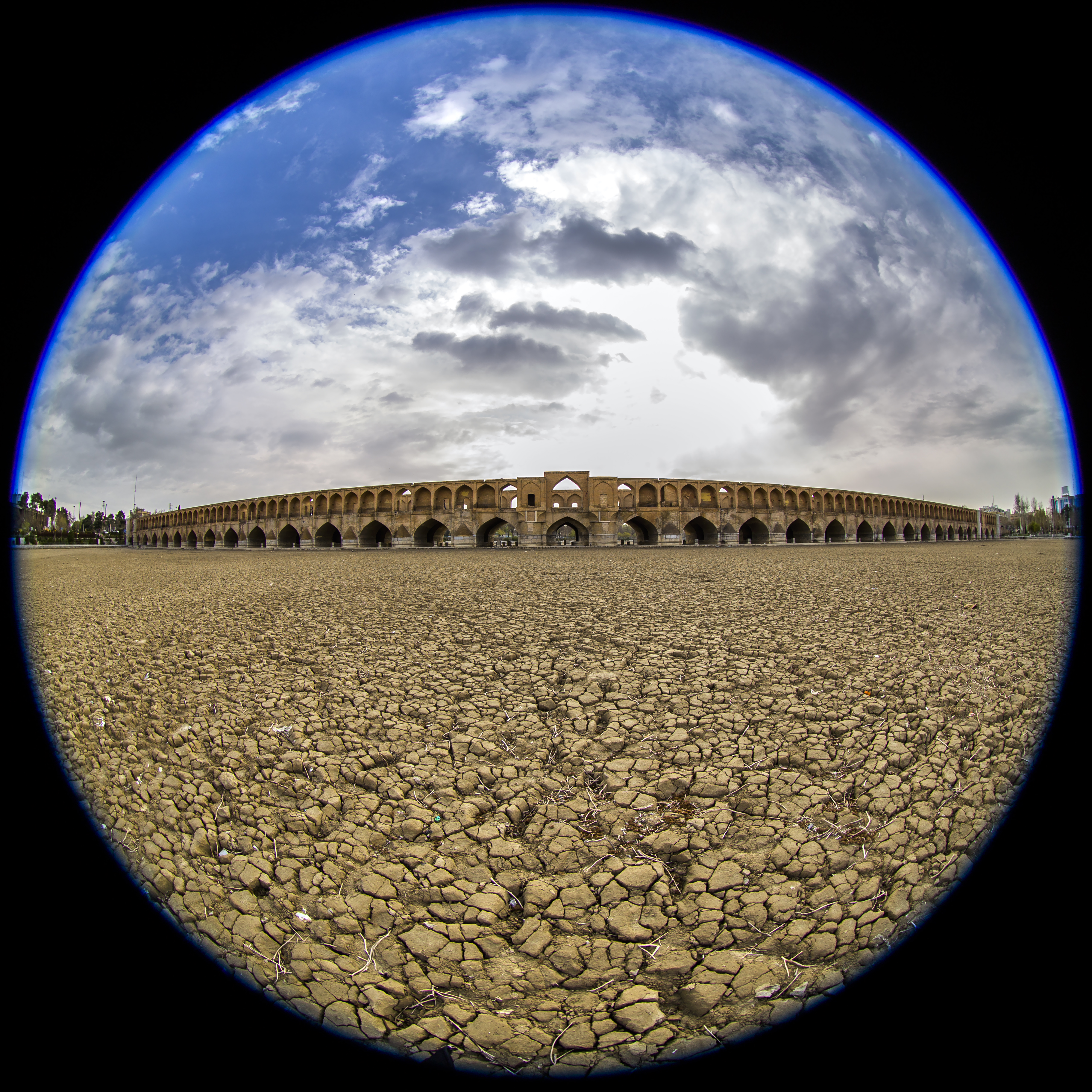
نمای فیش آی از بستر خشک رودخانه زاینده رود اصفهان با نمایی از سی و سه پل

- کشاورزی ناکارآمد
- سوءمدیریت و عطش توسعه

### رشد سریع و الگوی نامناسب استقرار جمعیت
جمعیت ایران در قرن نوزدهم میلادی زیر ۱۰ میلیون نفر تخمین زده می‌شود. در حالی‌که در سال ۱۹۷۹ جمعیت ایران به ۳۵ میلیون نفر و در دو دهه بعد از آن جمعیت ایران به دو برابر یعنی ۷۰ میلیون نفر افزایش پیدا می‌کند. جمعیت بیشتر به غذای بیشتری نیاز دارد. به همین دلیل تولید محصولات کشاورزی به شدّت افزایش یافته و آب‌های زیرزمینی و روان به سرعت مصرف شدند.
محصول سادهٔ این رشد سریع جمعیت، افزایش تقاضای آب و متناسب با آن کاهش شدید سرانهٔ آب در دسترس است. سرانه کنونی آب در دسترس ایران با ۱٬۳۰۰ مترمکعب، کمی بالاتر از متوسط خاورمیانه و شمال آفریقا است. اما این مقدار بسیار پایین‌تر از متوسط جهانی (۷٬۰۰۰ مترمکعب) است.
با این حال مصرف خانگی مردم از آب‌های زیرزمینی تنها هشت تا هفت درصد است که رقم بالایی محسوب نمی‌شود. با توجه به این که بیشتر مصرف آب ایران در بخش کشاورزی است و مصرف خانگی سهم کمی در استفاده از آب دارد، صرفه جویی مردم ایران تأثیر زیادی بر بحران کمبود آب کشور ندارد. خانه‌ها تنها ۷ درصد آب موجود در کل کشور را استفاده می‌کنند و اگر بیست درصد صرفه جویی در مصرف آن‌ها محقق شود صرفاً ۱٫۵ درصد آب کشور نجات پیدا می‌کند. ولی صرفه‌جویی در مصرف غذایی می‌تواند تأثیر زیادی بر مصرف آب در بخش کشاورزی بگذارد.
توزیع مکانی جمعیت افزون بر رشد جمعیت از عوامل عدم تطابق میان آب در دسترس و تقاضای آب است. نابرابری اقتصادی، فرصت‌های شغلی و شرایط زندگی بهتر در مناطق شهری باعث افزایش شهرنشینی و مهاجرت از مناطق روستایی و شهرهای کوچک به مناطق عمدهٔ شهری شده است، مانند تهران بزرگ، که میزبان ۱۸ درصد از جمعیت کشور است.
در حال حاضر، ۷۰ درصد از جمعیت ایران شهرنشین است. توزیع مکانی موجود و افزایش و تمرکز جمعیت در شهرهای بزرگ‌تر که هم‌اکنون نیز برای تأمین آب مورد نیاز خود دچار مشکل هستند، توازن عرضه و تقاضای آب در مناطق شهری را با چالش روبرو کرده است. هشدار در مورد خطر جیره‌بندی در عرضهٔ آب در ماه‌های تابستان در شهرهای بزرگ‌تر رایج است.
سرعت شهرنشینی، مهاجرت به شهرهای بزرگ و توسعه اراضی مستلزم افزایش مداوم در تأمین آب با رشد سریع تقاضای آب در مناطق شهری است. افزایش مداوم تقاضای آب بسیار نگران‌کننده است. با گسترش سریع شهرنشینی، تمایل به توسعهٔ بخش صنعت و تلاش‌ها برای شناسایی منابع اضافی تأمین آب، تقاضای آب را افزایش داده است.

### کشاورزی ناکارآمد
در حالی‌که تنها ۱۲ درصد از مساحت ایران زیر کشت می‌رفته، حدود ۹۳ درصد از مصرف آب ایران در بخش کشاورزی صورت گرفته است. این در حالیست که تنها ده درصد تولید ناخالص ملی کشور از راه کشاورزی به دست می‌آید و ۱۷ درصد نیروی کار کشور در این بخش مشغول هستند.
ایران به دلیل تکیه بر اقتصاد مبتنی بر نفت، بهره‌وری اقتصادی خود در بخش کشاورزی را در تاریخ معاصر نادیده گرفته است. تمایل برای افزایش تولید کشاورزی، توسعهٔ مناطق تحت کشت را در سراسر کشور تشویق کرده است. بخش کشاورزی در ایران از لحاظ اقتصادی ناکارآمد است و سهم این بخش در تولید ناخالص ملی در طول زمان کاهش یافته است. این بخش هنوز صنعتی نشده و از شیوه‌های منسوخ‌شده کشاورزی و منتهی به بهره‌وری بسیار کم در آبیاری و تولید رنج می‌برد. شیوهٔ غالب کشاورزی در ایران، کشاورزی آبی است و بازدهٔ اقتصادی حاصل از مصرف آب کشاورزی پایین است. الگوهای محصول در سراسر کشور نامناسب و در بسیاری از مناطق با شرایط دسترسی به آب ناسازگار است.
توجه به خودکفایی در تولید محصولات عمدهٔ استراتژیک مانند گندم پس از انقلاب ۱۳۵۷ و طی سال‌های جنگ با عراق و تحریم‌های اقتصادی افزایش یافت و منجر به تحمیل یارانه‌های سنگین در بخش توسعهٔ کشاورزی شد و باعث فشار بیش از حد در بخش آب گردید. نه تنها برنامه‌ها برای ساخت کشوری با خودکفایی در مواد غذایی شکست خورده، بلکه آرمان دستیابی به امنیت غذایی باعث ناامنی در بخش آب گردیده است. در حالی که بسیاری از کارشناسان معتقدند که ایران ظرفیت مورد نیاز برای تبدیل شدن به خودکفایی در مواد غذایی را ندارد، نگرانی‌های جدی در مورد وابستگی کشور به واردات مواد غذایی وجود دارد و امنیت غذایی و خودکفایی هنوز هم از موضوعات بحث‌برانگیز در ایران هستند.

### سوءمدیریت و عطش توسعه
منابع آب ایران به‌طور جدی از ساختار نامناسب حکمرانی و مدیریت آب رنج می‌برد. در بخش آب، تعدد ذی‌نفعان و تنظیم منابع آب به‌طور طبیعی با درگیری‌ها و رقابت‌ها همراه است. سازمان حفاظت محیط زیست ایران قدرت سیاسی محدودی دارد و فاقد ظرفیت مورد انتظار برای اجرای مقررات جلوگیری از آسیب‌های محیط زیستی است. همچنین ساختار سلسله مراتبی سیستم مدیریت آب در ایران فرصت‌هایی را برای فساد و ناکارآمدی جدی در تبدیل تصمیمات به عمل، ایجاد می‌کند.
چاه‌ها به سرعت در حال گسترش هستند؛ امّا داده‌های سراسر کشور نشان می‌دهد که استخراج آب زیرزمینی در حال کاهش است. بر اساس تجزیه و تحلیل داده‌های ملی، ایران از آب‌های زیرزمینی بیشتر از آنچه که بتوان به‌طور طبیعی شارژ کرد، استفاده می‌کند. درست همان‌گونه که هر سال چاه‌های بیشتری زمین را بهره‌برداری می‌کنند، دبی کلی آن‌ها کاهش می‌یابد. در سراسر کشور، سطح آب زیرزمینی به‌طور متوسط تقریباً نیم متر در سال افت می‌کند. سازمان محیط‌زیست سرعت استفاده از منابع آب زیرزمینی در ایران را در قیاس با استاندارد جهانی سه برابر بیشتر تخمین می‌زند. این برداشت بی‌رویه عامل خشکیدن ۲۹۷ دشت از ۶۰۰ دشت ایران می‌باشد.
همچنین بخاطر عدم رسیدگی به شبکهٔ انتقال آب ۳۵ میلیارد مترمکعب آب در مسیر انتقال هدر می‌رود. مطابق گزارش شرکت آب و فاضلاب و دانشکده محیط زیست دانشگاه تهران، تا شهریور ۱۳۹۴ ۴۰٪ از شبکهٔ آب کشور فرسوده اعلام شد. ۱۳٪ از کل هدر رفتن آب ایران تا این تاریخ به موجب همین فرسودگی بوده است.
تلاش ایران برای مدرنیزه شدن، در کنار پیشرفت‌های قابل‌توجه در توسعه زیرساخت‌ها قبل و بعد از انقلاب ۱۳۵۷، باعث توجه کمتر به اثرات محیط زیستی طولانی‌مدت به دلیل تعجیل برای ساخت زیرساخت‌ها و توسعه فناوری شد. در نتیجه این وضعیت ارتباط مهم بین توسعه و محیط زیست تا حد زیادی نادیده گرفته شد، و اجرای پروژه‌های زیربنایی و مهندسی به‌طور جدی محیط زیست را تحت تأثیر قرار داد که اثرات منفی آن بر سلامت مردم و بر سیستم‌های طبیعی مشاهده شده یا در طولانی مدت دیده خواهد شد. با وجود اثرات محیط زیستی و اقتصادی، تشنگی برای توسعه فنی و تکنولوژی سریع (به‌جای توسعه پایدار) هنوز هم عامل اصلی تصمیم‌گیری‌های توسعه‌ای کشور است.
دوگانه مدیریت آب و پایداری محیطی چندان هم جدید نیست. اما در حال رشد است. در طول دهه‌های متمادی، ایران با راه‌حل‌های مهندسی خودنمایانه و مبتنی بر عرضه مانند ساخت سد و تونل‌های انتقال آب به منظور تأمین امنیت آب، وسوسه شده است. اما ایران باید قبلاً دریافته باشد که انتقال بین‌حوضه‌ای -انتقال آب از یک منطقه جغرافیایی به منطقه دیگر، معمولاً در مسافت‌های طولانی- درمان قطعی نیست. مجموعه‌ای از انحرافات آب از سرآب‌های غربی رودخانه کارون در طی چند دهه بیش از دو برابر جریان طبیعی رودخانه زاینده رود، منبع اصلی آب سطحی برای یک قطب استراتژیک اجتماعی-اقتصادی در ایران مرکزی را افزایش داد، اما این امر باعث ترویج توسعه لجام گسیخته شد و مردم را به نقل مکان به آن ترغیب کرد. چندین سال است که نامزدهای مجلس با وعدهٔ آوردن کارخانجات به شهرهایشان، نتیجهٔ انتخابات را از آن خود می‌کنند. به همین ترتیب، شهرهای بزرگتر با نمایندگان مجلس بیشتر از قدرت بیشتری برخوردارند. در نتیجه، افزایش درگیری‌های آبی، کشاورزان را علیه مصرف‌کنندگان شهری، استان‌ها را علیه یکدیگر، و ایران را علیه همسایگان خود قرار می‌دهد.

## کمبود آب در ایران
با توجه به میزان منابع آب و سرانهٔ مصرف، ایران از جمله کشورهایی است که در گروه کشورهای مواجه با کمبود فیزیکی آب قرار دارد. این گروه شامل کشورهایست که در سال ۲۰۲۵ با کمبود فیزیکی آب مواجه هستند. این بدان معناست که حتی با بالاترین راندمان و بهره‌وری ممکن در مصرف آب، برای تأمین نیازهایشان آب کافی در اختیار نخواهند داشت. حدود ۲۵ درصد مردم جهان از جمله ایران مشمول این گروه می‌باشند.
براساس شاخص فالکن مارک، کشور ایران در آستانه قرار گرفتن در بحران آبی است. با توجه به اینکه در دهه‌های ۱۳۸۰ و ۱۳۹۰ خورشیدی حدود ۶۹ درصد از کل آب تجدیدپذیر سالیانه مورد استفاده قرار می‌گیرد، بر اساس شاخص سازمان ملل، ایران نیز اکنون در وضعیت بحران شدید آبی قرار دارد. بر اساس شاخص مؤسسه بین‌المللی مدیریت آب نیز، ایران در وضعیت بحران شدید آبی قرار دارد. با نرخ بهره‌برداری کنونی، ۱۲ استان از ۳۱ استان ایران طی ۵۰ سال آینده سفره‌های زیرزمینی خود را به‌طور کامل خالی خواهند کرد. بنا بر شاخص‌های ذکر شده، کشور ایران برای حفظ وضع موجود خود تا سال ۲۰۲۵ باید بتواند ۱۱۲ درصد به منابع آب قابل استحصال خود بیفزاید که این مقدار با توجه به امکانات و منابع آب موجود غیرممکن به نظر می‌رسد. کاهش منابع آب زیرزمینی نشانه آشکاری از مدیریت ناپایدار و «ورشکستگی آب» ملی است که به موجب آن برداشت‌ها از تغذیه طبیعی سفره‌های زیرزمینی بیشتر است.

## بزرگ‌ترین بحران در آینده ایران
روزنامه واشینگتن‌پست در تیرماه ۱۳۹۳، اعلام داشت ایران در بین ۲۴ کشوری قرار دارد که وضعیت آب در آن‌ها خطرناک است. واشینگتن‌پست، بحران ایران را ناشی از برنامه‌ریزی نادرست در دوران جمهوری اسلامی دانست. در خرداد سال ۱۳۹۳ خورشیدی، خبرگزاری جهانی طبیعت با انتشار خبری، بحران شدید آب را برای ایران بزرگ‌ترین چالش در دوران معاصر خواند. در این گزارش آمده است که بر اساس مستندات راهبردهای بین‌المللی آینده (FDI)، ایران از سال‌ها پیش در معرض بحران آب قرار داشته است، اما در سه دهه اخیر برای آن گامی برداشته نشده است. این گزارش حاکی از آن است که ایران از مرحلهٔ آمادگی برای خطر عبور کرده و هم‌اکنون در خطر قرار دارد.
عیسی کلانتری، که در دههٔ ۱۳۷۰ رئیس وزارت جهاد کشاورزی بوده است، بحران آب در ایران را تهدیدآمیزتر از خطر جنگ خوانده است. وی که مسئول وقت ستاد احیای دریاچه ارومیه بوده است در بهمن ماه ۱۳۹۳ وضعیت آب در ایران را چنین شرح داده است:
از زمان ساسانیان و هخامنشیان تا حدود ۳۵ سال پیش برداشت اضافه از منابع آبی کشور نداشتیم اما در این ۳۵ سال فقط ۱۲۰ میلیارد مکعب آبهای شیرین فسیلی صدها هزار ساله که حدود ۷۵٪ آبهای شیرین زیر زمینی بود را مصرف کردیم که حدود ۷۵ میلیارد متر مکعب آن در ۸ سال گذشته بوده است؛ یعنی منابع را تاراج کردیم. جمعیت را افزایش دادیم غافل از اینکه این جمعیت باید در یک کشور آباد زندگی کند. بدون توجه به نیازهای جمعیت، منابع کشور را برای رفع نیازها به تاراج گذاشتیم. امروز هیچ تالاب درون سرزمینی، آب ندارد، از بختگان تا هورالعظیم، گاوخونی و ارومیه. ادامه این روند یعنی تخلیه ایران از جنوب البرز تا دریاهای آزاد و از شرق زاگرس تا مرزهای شرقی کشور
همچنین وی اظهار داشته اگر تا چند سال آینده این معضل رفع نشود، هفتاد درصد جمعیت کشور مجبور به ترک ایران می‌شوند.

## مدیریت استراتژیک
- یک تحقیق مستقل ۱۰ تن از متخصصان ایرانی حوزه مدیریت منابع آب که در آمریکای شمالی و انگلستان تحصیل کرده‌اند نشان می‌دهد که دلیل اصلی کاهش ۸۰ درصدی حجم آب دریاچه ارومیه طی چهار دهه اخیر که سطح آب آن را در ابتدای مهرماه امسال به حدود ۱۰ درصد سطح اولیه آن در سال ۱۳۵۱ شمسی کاهش داده، فعالیت‌های انسانی و توسعهٔ سازه‌ای بی‌رویه در این حوضه آبریز بوده و تأثیر خشکسالی و تغییرات آب و هوایی در منطقه در حدی نبوده که بتواند تغییرات سطحی و حجمی این چنینی در دریاچه ایجاد کند. در نتیجهٔ این پژوهش، احیای فیزیکی دریاچه ارومیه ممکن دانسته شده ولی چنین فرایندی را مشروط به یک خواست سراسری سیاسی و اقتصادی در نظر گرفته است که در طی سال‌های طولانی به نتیجه خواهد رسید.[۳۶]
- طبق آخرین ارزیابی‌های «سازمان زمین‌شناسی و اداره مدیریت منابع آب ایران» بخش‌های بسیار وسیعی از دشت مرکزی ایران شامل استان‌های فارس، اصفهان و خراسان با وجود موازنه منفی گسترده آب‌های زیرزمینی، در آستانه مهاجرت وسیع مردم و فروپاشی سرزمینی قرار دارند.[۳۷] طبق گزارش رسانه «انتخاب» اندازه تراز منفی آب اصفهان در حال حاضر به ۱۳ میلیارد متر مکعب رسیده و همچنین تراز منفی ۱۵ میلیارد مترمکعبی آب استان فارس باعث شده است تا این استان سالیانه ۵۴ سانتی‌متر فرونشست داشته باشد.[۳۷] نیک آهنگ کوثر، کارشناس مسائل آب در آمریکا گفته بود که معضل آب در ایران با نحوه مدیریت کردن جمهوری اسلامی حل نمی‌شود. چراکه معضل آب به دلیل مکش بیش از اندازه از آب‌های زیر زمینی است و ادامه این کار به مرور زمان باعث بیابانی شدن زمین‌های کشاورزی و مهاجرت روستاییان خواهد شد.[۳۷]

## نمودهای بحران

### خشکسالی در دهه ۱۳۸۰
در فروردین ۱۳۸۷، علی‌محمد نوریان رئیس سازمان هواشناسی ایران در بازدید از یکی از ایستگاه‌های هواشناسی به خبر وقوع خشکسالی و کاهش شدید بارندگی در زمستان ۱۳۸۶ را اعلام کرد. سازمان هواشناسی ایران از ادامه یافتن خشکسالی برای ۴ سال، یعنی تا پایان سال ۱۳۹۰ خبر داد. این رویداد همچنان ادامه دارد و تاکنون خسارات بسیاری را به ایران وارد کرده است. مقامات دولتی این خشکسالی را شدیدترین خشکسالی در ۴۰ سال اخیر ارزیابی کردند.
پیش از اعلام دیرهنگام خبر توسط رئیس سازمان هواشناسی در اسفند ۱۳۸۶ و در پی کاهش شدید بارندگی روحانیون محلی در بسیاری از شهرها و استان‌ها اقدام به برپایی نماز باران کرده بودند.
وزات نیرو نیز پس از سازمان هواشناسی خبر وقوع خشکسالی شدید در ایران را تأیید و خواستار برپایی نماز باران توسط مردم شد.

#### میزان بارندگی
بنابر اعلام «زرگر» معاون وزیر نیرو، میزان بارندگی در ایران در هفت ماه از سال آبی ۱۳۸۷–۱۳۸۶، حدود ۱۹۰ میلیارد متر مکعب بوده که معادل ۱۱۵ میلی‌متر در گستره ایران است. این میزان بارندگی در مقایسه با میانگین ۳۹ ساله دوره مشابه، ۴۲ درصد کاهش را نشان می‌دهد. این میزان بارش نسبت به خشکسال‌ترین سال که ۷۹–۱۳۷۸ بوده نیز کمتر می‌باشد.
میانگین درازمدت بارندگی در ایران ۲۴۲ میلی‌متر است؛ ولی بررسی جدول تغییرات میزان بارش‌ها از سال آبی ۸۶–۸۵ تا سال آبی ۹۳–۹۲ نشان می‌دهد که به غیر از سال ۸۶–۸۵ که میزان بارش‌ها ۲۷۸ میلی‌متر ثبت شده است، در مابقی سال‌ها، کمتر از میانگین درازمدت بوده است. بر اساس این آمار در سال ۸۷–۸۶ به‌طور متوسط ۱۳۸ میلی‌متر بارندگی ثبت شده که تغییرات آن نسبت به میانگین بلندمدت، منفی ۴۳ درصد است. در سال آبی ۸۸–۸۷ به‌طور متوسط ۲۱۱ میلی‌متر بارش ثبت شده که تغییرات آن نسبت به بلندمدت منفی ۱۳ درصد است. در سال آبی ۸۹–۸۸ به‌طور متوسط ۲۳۴ میلی‌متر بارندگی ثبت شده که تغییرات آن نسبت به بلندمدت منفی ۳ درصد است. در سال آبی ۹۰–۸۹ نیز تنها ۱۹۷ میلی‌متر بارندگی ثبت شده که تغییرات آن نسبت به بلندمدت منفی ۱۹ درصد است. در سال آبی ۹۱–۹۰ به‌طور متوسط ۲۰۵ میلی‌متر بارندگی ثبت شده که تغییرات آن نسبت به بلندمدت منفی ۱۵ درصد است. در سال آبی ۹۲–۹۱ به‌طور متوسط ۲۳۷ میلی‌متر بارندگی ثبت شده که تغییرات آن نسبت به بلندمدت منفی ۲ درصد است و در سال آبی ۹۳–۹۲ حدود ۲۱۸ میلی‌متر ثبت شده که این مقدار نیز نسبت به میانگین درازمدت ۱۰ درصد کاهش را نشان می‌دهد.

#### وضعیت آب موجود در مخازن سدها
در شهریور ۱۳۹۵ خورشیدی، پایگاه اطلاع‌رسانی وزارت نیرو اعلام کرد: مجموع ظرفیت کل مخازن ۱۶۹ سد موجود در ایران، تا تاریخ ۱۰ شهریور سال ۱۳۹۵ تقریباً برابر با ۴۹٫۸ میلیارد مترمکعب است که از این میزان حدود ۴۷ درصد آن خالی است. بر طبق این گزارش، از ابتدای مهر ۱۳۹۴ تا ۱۰ شهریور ۱۳۹۵ خروجی آب سدهای کشور که عمدتاً در بخش کشاورزی مصرف شده است، در مقایسه با مدت مشابه سال قبل از آن، با ۲۸ درصد افزایش، از ۲۸٫۳ میلیارد مترمکعب به ۳۶٫۳ میلیارد مترمکعب رسیده است.
در آبان ۱۳۹۵ خورشیدی، شرکت مدیریت منابع آب ایران، ظرفیت کل مخازن سدهای کشور در سال ۱۳۹۵ را حدود ۴۹٫۶ میلیارد مترمکعب اعلام کرد و افزود که ۵۴ درصد از مخازن سدهای ایران خالی است.
حجم بارش برف و باران در سال گذشته ۴۰۰ میلیارد متر مکعب بوده است که از این مقدار ۳۸ میلیارد متر مکعب جذب زمین، ۲۴۰ میلیارد مکعب آن تبخیر و مابقی بر سطح زمین جاری شده است.
حجم پرشدگی سدها در ایران ۴۶ درصد بوده و ۵۴ درصد مخازن سدها خالی است. از ابتدای سال آبی (مهرماه) تا بیست و یکم تیر ماه ۱۴۰۴ در ایران میزان ورودی مخازن کل معادل ۲۲ میلیارد ۴۳۰ میلیون مترمکعب بوده که در مقایسه با مدت زمان مشابه سال گذشته این عدد به ۳۹ میلیارد و ۱۵۰ میلیون مترمکعب رسید که نشان دهنده کاهش ۴۳ درصدی ورودی سدها است.
وضعیت ذخیره آبی مهم‌ترین سدهای ایران در تابستان ۱۴۰۴:
- سد لتیان (تهران) - ۸۹٪ خالی
- سد کرج (تهران) - ۹۴٪ خالی
- سد لار (تهران) - ۹۹٪ خالی
- زاینده رود (اصفهان) - ۸۹٪ خالی
- دوستی و طرق (خراسان رضوی) - ۹۰٪ خالی
- میانگین سه سد اصلی (کرمان) - ۸۸٪ خالی
- میانگین پنج سد (خوزستان) - ۶۰٪ خالی
- ۱۳ سد دریاچه اورمیه (آذربایجان) ۶۷٪ خالی
- میانگین سه سد - (فارس) ۶۸٪ خالی

#### آثار و تبعات خشکسالی
خشکسالی منجر به وارد آمدن آسیب‌های جدی به محیط زیست ایران نیز شد. شبکه برق ایران دست کم با کمبود ۵۵۰۰ مگاوات برق مواجه می‌شود و احتمال قطع برق افزایش می‌یابد. همچنین از کیفیت آب آشامیدنی در شهرها نیز کاسته شده و دولت نیز ناچار به بهره‌برداری بیشتر از منابع آب زیرزمینی، برای تأمین آب کشاورزی و آب آشامیدنی خواهد شد.

### خشکسالی ۱۴۰۰
پدیده‌ای است که در تابستان ۱۴۰۰ رخ داد. در سال آبی منتهی به این سال، بارندگی‌ها در ایران به حدود پنجاه درصد سال قبل، و ۴۰ درصد کمتر از میانگین بلند مدت رسید و یکی از خشک‌ترین سال‌های نیم قرن اخیر ایران را رقم زد. در استان‌هایی مانند هرمزگان، سیستان و بلوچستان، فارس، کرمان، خراسان رضوی و خراسان جنوبی کمبود بارش‌ها بین ۵۰ تا ۸۵ درصد گزارش شده است. از سویی دیگر در غرب و جنوب غرب کشور در استان‌های کردستان، کرمانشاه، ایلام، لرستان و چهارمحال و بختیاری نیز کاهش بارش‌ها کاملاً محسوس است. همچنین دمای هوا در بهار ۱۴۰۰ حدود دو تا سه درجه بیشتر از میانگین بلند مدت کشور بوده است.
این خشکسالی موجب ایجاد بحران‌هایی در تهیه آب آشامیدنی، تولید محصولات کشاورزی و تولید برق در ایران شده است.

### ورشکستگی آب
ورشکستگی آب به وضعیتی اطلاق می‌شود که در آن منابع آب یک کشور یا منطقه به حدی کاهش یافته که نمی‌تواند نیازهای مختلف بخش‌های کشاورزی، صنعتی و شهری را تأمین کند. ایران در دهه‌های اخیر با چالش‌های جدی مربوط به منابع آبی مواجه شده و برخی کارشناسان و نهادهای بین‌المللی وضعیت کنونی ایران را به عنوان ورشکستگی آب توصیف کرده‌اند.

## خشک شدن هامون و سد دوستی
در سال ۹۴ نزدیک به ۳۰۰ میلیون مترمکعب آب از افغانستان وارد سد دوستی ایران شده بود، اما از با افتتاح سد هرات میزان ورودی آب هری رود به داخل سد دوستی از ۳۰۰ به ۳ میلیون مترمکعب کاهش یافت. دریاچه هامون نیز به کلی خشک شده است در مورد هری رود بین دو کشور قراردادی وجود ندارد اما معاهده حقابه میان افغانستان و ایران مربوط به هلمند در هر دو مجلس قانون‌گذاری دو کشور آن را تصویب کردند.

### اقدامات دولت
دولت برای جبران خسارات ناشی از خشکسالی لایحه‌ای در دو فوریت تقدیم مجلس کرد تا بر اساس آن مجوز برداشت ۲۰ هزار میلیارد ریال از صندوق ذخیره ارزی را برخلاف آثار تورمی آن به‌دست‌آورد درحالی‌که معاون وزیر نیرو خسارت‌های ناشی از خشکسالی را تنها ۱۵۰ میلیارد تومان اعلام کرده بود. تأکید دولت بر عدم آگاهی مردم از میزان و شدت خشکسالی و وضعیت فعلی کشور منجر به برگزاری غیر علنی جلسه مجلس شد.
برداشت دولت در نهایت به ۲ هزار میلیارد تومان افزایش یافت.
دولت هیچ طرحی برای مقابله با خشکسالی و پیش‌بینی آن نداشت و با وجود آن‌که به گفته معاون وزیر نیرو پیش‌بینی خشکسالی از آبان ۱۳۸۶ صورت گرفته بود ستاد خشکسالی در اردیبهشت ۱۳۸۷ با حضور معاون رئیس‌جمهور و وزرای کشور، نیرو، بازرگانی، بهداشت، کشاورزی و امور اقتصاد و دارایی تشکیل شد. نخریدن گاز از کشورهای دیگر و اصرار بر تأمین آن از داخل، از جمله با استفاده حداکثر از سدهای آبی منجر به خالی شدن ذخیره آبی سدهای ایران در زمستان شد و بر مشکل تأمین آب افزود. ۷ درصد از برق ایران از سدها تأمین می‌شود.
نبود برنامه‌ریزی استراتژیک برای آب و تصمیمات شتاب‌زده بر آثار خشکسالی افزود.

### ریزگردها در خوزستان
مسئولان محیط زیست و کارشناسان این حوزه، منشأ اصلی بحران ریزگردها در استان خوزستان را خشک شدن بخشی از تالاب هورالعظیم به علت عملیات حفاری وزارت نفت ایران می‌دانند. معصومه ابتکار، رئیس سازمان حفاظت محیط زیست نیز منشأ بخشی از این ریزگردها را عراق معرفی کرد. این در حالی است که سازمان هواشناسی ایران با تجزیه و تحلیل داده‌های دیدبانی منطقه، منشأ گرد و خاک را داخلی دانسته و مکان خیزش گرد و خاک را بخش‌های جنوبی استان خوزستان معرفی می‌کند. در این گزارش آمده است: «همان‌گونه که نقشه‌های تاوایی نشان می‌دهد، گرد و خاک تولید شده در سطح زمین، در حد واصل بین هسته تاوایی مثبت و منفی جابجا می‌شود و این مطلب مؤید این است که منشأ گرد و خاک نمی‌تواند از عراق باشد.»

## بی‌توجهی مطلق به بحران آب در برنامه توسعه
در تابستان ۱۳۹۴، ششمین برنامه توسعه کشور که توسط دولت یازدهم جمهوری اسلامی ایران تدوین و در مجلس شورای اسلامی به تصویب رسید به بحران کمبود آب اشاره‌ای نشده بود. ایران از نظر غالب شاخص‌های ناپایداری محیطی در صدر لیست جهانی قرار دارد. حتی برخی مقامات دولت جمهوری اسلامی ایران هم اذعان داشتند که به موجب بحران خشکسالی و فرونشست زمین و اتلاف منابع آب زیرزمینی، تا ده سال آینده احتمال تعطیلی مطلق کشاورزی در کشور وجود دارد؛ امّا علاوه‌بر اینکه در برنامه ششم توسعه هیچ توجهی به این مسائل دیده نشد، مواردی نیز وجود دارد که به نظر می‌رسد یا در شرایط خلاء مطلق علمی نوشته شده یا در ضدیت با وضعیت فعلی ایران است. برای نمونه در بند ۲۰ از دولت خواسته شده تا زمینهٔ افزایش جمعیت روستاها و مهاجرت به این مناطق را ایجاد کند ولی با وجود وضعیت بدخیم منابع آب امکان توسعه فرصت‌های شغلی در شرایط خشکسالی وجود ندارد. در مثالی دیگر و در بند پنجاه اشاره شده که تا پایان برنامه ششم باید شمار گردشگران ورودی به ایران به پنج برابر تعداد فعلی افزایش یابد. بر اساس این ابلاغیه شمار آن‌ها باید به ۲۵ میلیون نفر برسد. متوسط مصرف آب توسط گردشگران به‌طور معمول سه برابر شهروندان ساکن هر منطقه است، امّا آب کافی برای سیراب نمودن این جمعیت از گردشگران که بسیاری از آن‌ها هم قرار است در فصل گرما به ایران بیایند، وجود ندارد.

## دیدگاه‌های پیرامون
- بحران آب و طرح‌های انتقال آب در سال‌های اخیر در برخی از استان‌های ایران بارها باعث برگزاری تجمع و در پی آن درگیری بین مردم و نیروی انتظامی شده که در برخی از آنها وقوع تلفات مشاهده شده است.[۹] به‌طور مثال در اسفند ۱۳۹۶ و هفته‌های اول ۱۳۹۷، کشاورزان منطقه ورزنه در شرق اصفهان در اعتراض به کم‌آبی و همچنین اختصاص نیافتن حق‌آبه بارها تظاهرات و تجمع کردند. گسترش این تظاهرات حتی به نماز جمعه اصفهان کشید و ۲۵ بهمن ۱۳۹۶، شماری از کشاورزان با حضور در نماز جمعه ضمن پشت کردن به جایگاه امام جمعه شعار دادند: «پشت به دشمن، رو به میهن». بعد از آن در برازجان، مرکز شهرستان دشتستان استان بوشهر، در منطقه کازرون استان فارس، و بویر احمد، شهر سامان در استان چهار محال بختیاری و منطقه یاسوج در استان کهگیلویه تجمع‌های اعتراضی در مورد بحران آب شکل گرفت. در ادامه این بحران یکی از نمایندگان مجلس اردشیر نوریان، نماینده شهرکرد در تاریخ ۶ اسفند ۱۳۹۷ گفت: «شورای عالی آب» و «شورای عالی امنیت ملی» دستور داده‌اند که «از رسانه‌ای شدن مسائل آب خودداری شود».[۷۰]
- در تاریخ ۱۰ تیرماه ۱۳۹۶ علاءالدین بروجردی رئیس کمیسیون امنیت ملی و سیاست خارجی مجلس ایران اعلام کرد بحران آب در ایران وارد مقوله امنیتی شده است. وی افزود: «با این وجود در بسیاری از رودخانه‌های ایران فاضلاب وارد آب می‌شود و آب سالم را از بین می‌برد. در شرایطی که برای استفاده شرب و صنعتی که تنها ۱۰ درصد مصرف کشور را تشکیل می‌دهد دچار مشکل هستیم عملاً به دست خود ما و بی‌توجهی‌های ما و عدم اجرای قانون منابع آبی کشور دارد از بین می‌رود.»[۷۱] او گفت به همین خاطر در مجلس کمیته امنیت آب تشکیل شده است.[۷۲][۷۳]
- حسن عباسی رئیس مرکز بررسی‌های دکترینال امنیت بدون مرز در جمهوری اسلامی ایران علّت اصلی خشک شدن سدهای ایران را بالا رفتن معصیت و گناه بیان می‌دارد و اجرای برنامه‌های احیا یا بهبود محیط‌زیست را بی‌ثمر می‌داند.[۷۴][منبع بهتری نیاز است]
- احمد جنتی امام جمعه موقت تهران در خطبه نماز جمعه در سال ۱۳۷۸ با استناد به آیات قرآن، گناه را دلیل کم شدن بارش باران دانست. از جمله به آیهٔ ۹۶ سوره اعراف استناد کرد که می‌گوید: «و اگر اهل شهرها و آبادی‌ها ایمان می‌آوردند و پرهیزکاری پیشه می‌کردند، یقیناً [درهایِ] برکاتی از آسمان و زمین را بر آنان می‌گشودیم.»[۷۵][منبع بهتری نیاز است]
- در ۲۲ تیرماه ۱۴۰۴ پروفسور عزت‌الله رئیسی اردکانی، پدر علم هیدروژئولوژی ایران، در مورد وضعیت وخیم بحران آب در ایران به‌روزرسانی ارائه داد: «در گذشته، در سال‌های خشکسالی از ذخایر ترسالی استفاده می‌کردیم، اما امروز دیگر این ذخایر وجود ندارند. در حال حاضر، هر سال فقط به بارندگی وابسته‌ایم؛ اگر بارندگی زیاد باشد، کشاورزی رونق می‌گیرد و اگر نباشد، بحران آغاز می‌شود.» او همچنین دولت را مسئول شرایط دردناک کشاورزان به واسطه وضعیت آب در ایران دانست: «در کشورهایی که بیمه کشاورزی جا افتاده است، حتی اگر خشکسالی چند ساله رخ دهد، کشاورز می‌تواند با اتکا به بیمه زندگی خود را مدیریت کند. این بیمه‌ها به کشاورز کمک می‌کنند تا بحران را پشت سر بگذارند؛ امّا در ایران هنوز نتوانسته‌ایم بیمه کشاورزی را به درستی راه‌اندازی کنیم.»[۷۶]
- در ۲۹ تیرماه ۱۴۰۴، مسعود پزشکیان، رئیس‌جمهور ایران در جریان جلسهٔ هیئت دولت به بحران آب پرداخت. پزشکیان هشدار داد که بحران آب از آنچه امروز دربارهٔ آن صحبت می‌شود، جدی‌تر است، به‌ویژه در تهران و خواستار اطلاع‌رسانی به مردم در این زمینه شد. وی تأکید کرد: «اگر از امروز فکری عاجل نکنیم، در آینده با شرایطی مواجه می‌شویم که نمی‌توان هیچ علاجی برای آن یافت.» این سخنان در اشاره به گزارش وزارت نیرو دربارهٔ ناترازی آب بیان شد.[۷۷]
- در تیرماه ۱۴۰۴ کارشناسان و مقامات ارشد ایران هشدارهای فاجعه‌باری دربارهٔ وضعیت آب کشور ارائه دادند. دکتر بنفشه زهرایی، استاد مدیریت منابع آب در دانشگاه تهران، نسبت به وقوع سناریویی شبیه به «آخرالزمان» در حوزه آب هشدار داده و اعلام کرد که تنها دو تا سه هفته فرصت باقی مانده تا از فاجعه نهایی نبود آب آشامیدنی در سراسر ایران جلوگیری شود و نبود هماهنگی میان نهادهای مسئول را یکی از موانع اصلی دانست.[۷۸] پروفسور عزت‌الله رئیسی اردکانی هشدار داد که ایران دیگر ذخایر آبی برای سال‌های خشکسالی ندارد و کشاورزی کشور کاملاً به بارندگی سالانه وابسته شده است، در حالی که دولت را مسئول وضعیت دردناک کشاورزان و عدم راه‌اندازی صحیح بیمه کشاورزی دانست.[۷۶] محمدحسین امید، سرپرست دانشگاه تهران، اعلام کرد که در ۵۰ سال گذشته بیش از ۲۵۰ میلیارد متر مکعب مازاد مصرف آب در کشور وجود داشته و آب را ابرچالش ایران دانست.[۷۸] در همین راستا، عباس علی‌آبادی، وزیر نیرو، بحران آب را «قطعی آب» خواند و تأکید کرد که تهران در بدترین وضعیت منابع آبی در ۱۰۰ سال اخیر قرار گرفته است.[۷۹][۸۰][۸۱] او همچنین هشدار داد که در مناطق شرق و شرق جنوب استان تهران آب در عرض یک ماه به دلیل خروج از مدار سد ماملو تمام خواهد شد.[۸۲]
- بحران آب در ایران مورد توجه رسانه‌های بین‌المللی نیز قرار گرفته است. شبکه یک تلویزیون آلمان با اشاره به بحران شدید آب در ایران هشدار داد که تهران در آستانهٔ تعطیلی و «فروپاشی» قرار گرفته است. این شبکه گزارش داد برای مردم ایران که تحت فشار بحران اقتصادی، سرکوب‌های سیاسی و جنگ با اسرائیل قرار دارند، بحران کم‌آبی یک مشکل دیگر به مشکلات روزمره‌شان افزوده است. در این گزارش با استناد به گفتهٔ کارشناسان آمده است: «تغییرات اقلیمی در این میان فقط یک عامل تشدیدکننده است، نه علّت اصلی.» شبکه یک تلویزیون آلمان بحران کنونی را نتیجهٔ «سال‌ها سوءمدیریت و بهره‌برداری بی‌رویه از منابع آبی» توصیف کرد. این گزارش افزود باید به این موارد، برداشت فزایندهٔ آب‌های زیرزمینی برای کشاورزی و گسترش بی‌رویهٔ مناطق شهری را نیز اضافه کرد. وب‌سایت خبری رکنا نیز در مطلبی، بحران آب در ایران را نتیجهٔ «دهه‌ها بی‌تدبیری، مدیریت نادرست، تصمیمات بدون عقلانیت، سیاست‌گذاری‌های متناقض و نگاه غیرعلمی به منابع آبی» دانست. این وب‌سایت نوشت: «در کشوری که ۳۲ درصد آب شرب در شبکه فاضلاب هدر می‌رود، ۹۰ درصد آب در بخش کشاورزی مصرف می‌شود و برای یک دلار محصول کشاورزی، ۱۵ دلار هزینهٔ آب می‌شود، مردم را به صرفه‌جویی دعوت می‌کنند.»[۸۳]

## راه‌حل سایر کشورها برای حل بحران آب
بحران آب محدود به ایران نیست. با این حال، بحران آب در ایران به دلیل بی‌کفایتی و سوءمدیریت مسئولان این کشور تشدید شده است. گزارش‌های قابل اعتمادی وجود دارد که نشان می‌دهد سیاست‌های نادرست، برنامه‌ریزی ضعیف، زیرساخت‌های قدیمی و روش‌های کشاورزی ناکارآمد، کمبود آب در ایران را تشدید کرده‌اند.
عواملی مانند یارانه محصولات پرمصرف آب، اجازه حفر چاه‌های غیرمجاز، آلودگی منابع آب و عدم آگاهی عمومی در مورد حفاظت از آن، به این بحران کمک کرده‌اند. تصمیمات سیاسی مانند انتقال آب باارزش ایران به عراق وضعیت را وخیم تر کرده است.
گزارش بین‌المللی جهانی اعلام کرده که ظرفیت فعلی ایران برای شیرین‌سازی آب حدود ۴۰۰٬۰۰۰ متر مکعب در روز است. پیش‌بینی می‌شود که پروژه به تعویق افتاده انتقال آب خلیج فارس (WASCO) در بندرعباس، ظرفیت بسیار مورد انتظار ۱٫۶ میلیون متر مکعب در روز را داشته باشد.

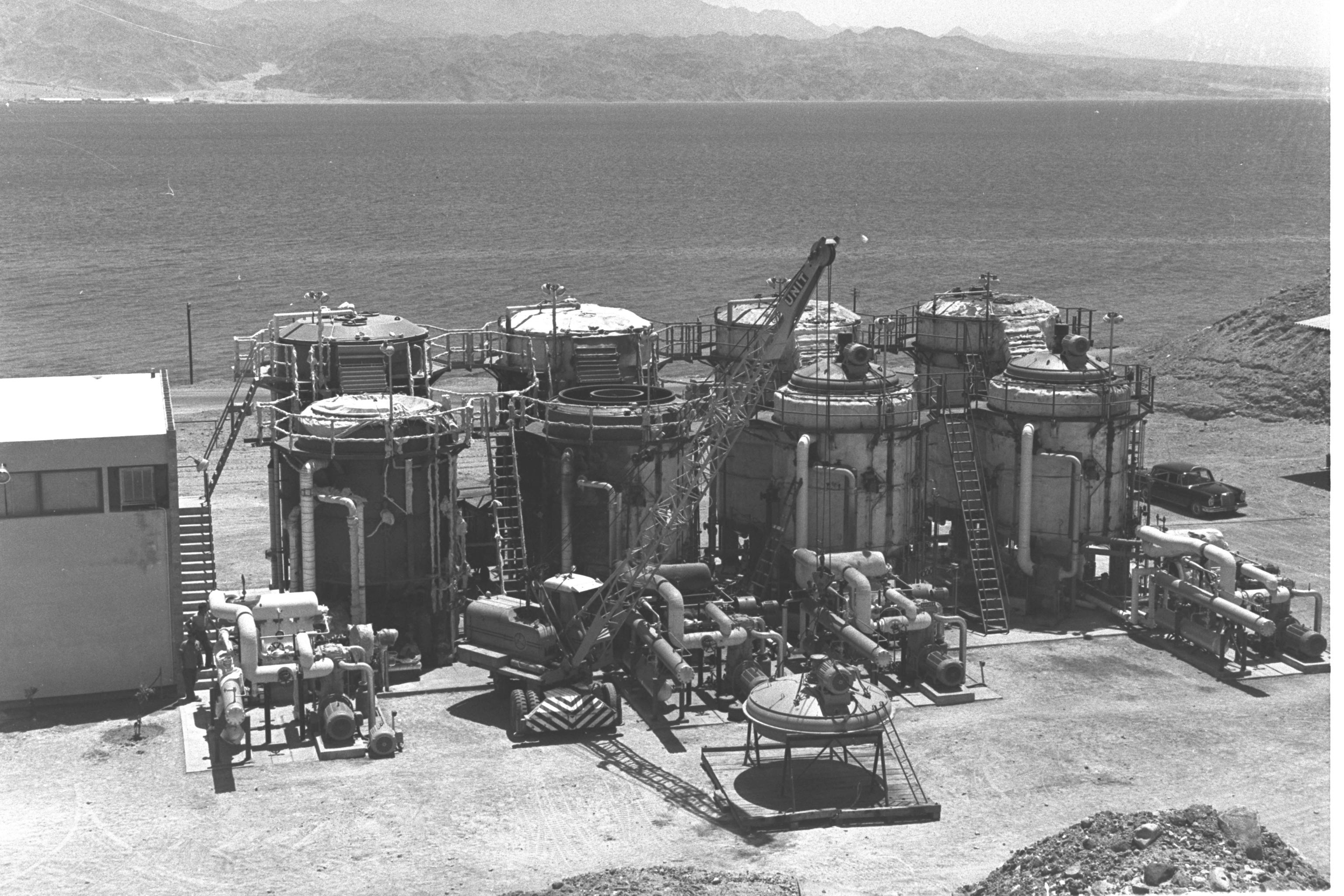
نمایی از کارخانهٔ نمک‌زدایی زارچین در کنار دریای سرخ در ایلات، اسرائیل، آوریل ۱۹۶۴.

این در حالی است که سایر کشورهای منطقه خاورمیانه توانسته‌اند با اتخاذ راه‌حل‌هایی بر بحران آب غلبه کنند. از جمله این کشورها اسرائیل است که با استفاده از تکنولوژی آب‌شیرین‌کن به همراه آبیاری قطره‌ای، بازیافت آب و سیاست‌های حفاظتی در مصرف آب توانسته است تا تأمین آب در این کشور را افزایش داده و کمبود آب را به شکل شگفت‌آوری جبران کند. در واقع اسرائیل تنها کشوری است که در آن مساحت بیابان‌ها به لطف فراوانی آب برای کشاورزی کاهش می‌یابد. این کشور توانسته است پس از دهه‌ها تحقیق، خود را به عنوان پیشتاز نمک‌زدایی و شیرین‌سازی آب در جهان مطرح و تهدید کمبود آب را به فرصت تبدیل کند. اسرائیل با تکیه بر قیمت‌گذاری واقعی آب، استقلال نهادی و مدیریت علمی توانسته است بهره‌وری بخش کشاورزی را افزایش و مصرف را کاهش دهد و منابع مالی لازم برای توسعهٔ زیرساخت‌ها را فراهم کند. یارانه‌ها به‌صورت هدفمند و شفاف پرداخت می‌شوند و نظارت دقیق، زمینهٔ فساد و رانت را به حداقل رسانده است. از دهه ۱۹۸۰، اسرائیل به‌جای تمرکز بر افزایش عرضه، راهبرد مدیریت تقاضا را در پیش گرفت؛ از جمله با اجرای قیمت‌گذاری پلکانی، آموزش همگانی، سهمیه‌بندی هوشمند، مقابله با برداشت‌های غیرمجاز و ترویج فناوری‌های صرفه‌جویی در مصرف.
از سویی دیگر، کشورهای حوزه خلیج فارس پروژه‌های انتقال آب دریا و شیرین‌سازی را پیگیری می‌کنند. عربستان و امارات پرچم‌دار اجرای این طرح‌ها در منطقه خاورمیانه هستند و بیشترین سهم شیرین‌سازی آب در اختیار این دو کشور عربی است.